# Colin Nutley
Colin James Nutley, född 28 februari 1944 i Gosport nära Portsmouth i Hampshire, är en brittisk filmregissör som är verksam i Sverige. Nutley är gift med skådespelerskan Helena Bergström, som ofta spelar huvudrollen i hans filmer. De har två barn tillsammans, däribland skådespelaren Molly Nutley, och Nutley har även en son från ett tidigare förhållande.

## Biografi
Efter fem års studier på konstskola inledde Colin Nutley sin karriär som grafisk designer på en regional engelsk TV-station i mitten av 1960-talet. Ganska snart övergick han till att regissera och arbetade under några år som frilansregissör då han gjorde en rad dramadokumentärer, musikprogram, serier och filmer för ITV, BBC och Channel 4. Det var arbetet som regiassistent på TV-serien Deckare UPA som förde honom till Sverige första gången.
Nutley långfilmsdebuterade 1987 med Nionde kompaniet, som är en film om en grupp unga män som får en lysande affärsidé när de rycker in i lumpen. År 1990 kom Black Jack, som bland annat kretsar kring ett dansband i ett litet svenskt samhälle.
Filmen Änglagård hade premiär 1992. Den har blivit en av de mest sedda svenska filmerna genom tiderna och belönades bland annat med två Guldbaggar för Bästa Film och Bästa Regi. Sista dansen (1993) handlade om vänskap, svartsjuka och avund och utsågs liksom Änglagård till Sveriges bidrag till Oscars-nomineringarna om bästa utländska film. Änglagård – andra sommaren, som hade premiär julen 1994, blev en lika stor publikframgång som sin föregångare och sågs av en miljon svenska biobesökare. År 1998 hade Under solen premiär – filmen blev Oscarsnominerad i kategorin bästa utländska film samt fick ett specialomnämnande av juryn vid den prestigefyllda filmfestivalen i San Sebastián.
Gossip, som handlar om ett dygn i tio skådespelerskors liv, hade premiär julen 2000. Sprängaren (2001) och Paradiset (2003) var båda baserade på Liza Marklunds böcker med samma namn. The Queen of Sheba's Pearls hade sin svenska biopremiär julen 2004, Heartbreak Hotel 2006 och Angel 2008. År 2010 regisserade Nutley den tredje filmen i Änglagård-serien.
2019 kom Bröllop, begravning och dop, efter manus av Nutley och Bergström. TV-serien kompletterades två år senare med en bioversion.
Hösten 2008 regisserade Colin Nutley musikalen "Cabaret" på Stockholms stadsteater.

## Filmografi (i urval)
- 1984 – Annika – en kärlekshistoria (TV-serie)
- 1986 – Femte generationen (TV-serie)
- 1987 – Nionde kompaniet
- 1989 – Vägen hem (TV-film)
- 1989 – Reportergänget (TV-serie) (två avsnitt, okrediterad)
- 1990 – Black Jack
- 1992 – Änglagård
- 1993 – Sista dansen
- 1994 – Änglagård – andra sommaren
- 1996 – Sånt är livet
- 1998 – Under solen
- 2000 – Gossip
- 2001 – Sprängaren
- 2003 – Paradiset
- 2004 – The Queen of Sheba's Pearls
- 2006 – Heartbreak Hotel
- 2007 – Se upp för dårarna (endast producent)
- 2008 – Angel
- 2009 – Så olika (endast producent)
- 2010 – Änglagård – tredje gången gillt
- 2014 – Medicinen
- 2017 – Tillsammans med Strömstedts (TV-serie)
- 2017 – Saknad (TV-serie)
- 2019 – Bröllop, begravning och dop (TV-serie)
- 2021 – Bröllop, begravning och dop – filmen

## Teater

### Regi
| År   | Produktion                | Upphovsmän                                   | Teater                 |
| ---- | ------------------------- | -------------------------------------------- | ---------------------- |
| 2008 | Cabaret                   | John Kander, Fred Ebb och Joe Masteroff      | Stockholms stadsteater |
| 2012 | Kort möte Brief Encounter | Noël Coward Bearbetning för scenen Emma Rice | Stockholms stadsteater |

## Återkommande skådespelare
Nutley använder sig ofta av samma skådespelare i flera av sina filmer. Helena Bergström har, med undantag från Nionde kompaniet, medverkat i alla hans filmer, ofta i en huvudroll.
| Skådespelare          | Nionde kompaniet | Black Jack | Änglagård | Sista dansen | Änglagård andra sommaren | Sånt är livet | Under solen | Gossip | Sprängaren | Paradiset | The Queen of Sheba's Pearls | Heartbreak Hotel | Angel | Änglagård tredje gången gillt | Medicinen | Saknad | Antal |
| --------------------- | ---------------- | ---------- | --------- | ------------ | ------------------------ | ------------- | ----------- | ------ | ---------- | --------- | --------------------------- | ---------------- | ----- | ----------------------------- | --------- | ------ | ----- |
| Peter Andersson       |                  |            | No        | No           | No                       |               |             | No     | No         |           |                             |                  |       |                               |           |        | 5     |
| Pernilla August       |                  |            |           |              |                          |               |             | No     | No         |           |                             |                  |       |                               |           |        | 2     |
| Lasse Bengtsson       |                  |            |           |              |                          |               |             | No     | No         |           |                             |                  |       |                               |           |        | 2     |
| Helena Bergström      |                  | No         | No        | No           | No                       | No            | No          | No     | No         | No        | No                          | No               | No    | No                            | No        | No     | 15    |
| Gabriella Boris       |                  |            | No        |              |                          |               |             |        |            |           |                             |                  |       | No                            |           |        | 2     |
| Johannes Brost        |                  | No         | No        |              |                          |               |             |        |            |           |                             |                  |       |                               |           |        | 2     |
| Reine Brynolfsson     |                  | No         | No        | No           | No                       |               |             |        | No         | No        |                             |                  |       | No                            |           |        | 7     |
| Brasse Brännström     |                  |            |           |              |                          |               |             | No     | No         | No        |                             |                  |       |                               |           |        | 3     |
| Ing-Marie Carlsson    |                  | No         | No        | No           | No                       |               |             |        |            |           |                             |                  |       | No                            |           |        | 5     |
| Jakob Eklund          |                  |            | No        |              | No                       | No            |             |        |            |           |                             |                  |       | No                            |           |        | 4     |
| Katarina Ewerlöf      |                  |            |           |              |                          |               |             |        |            | No        |                             |                  |       |                               | No        |        | 2     |
| Jonas Falk            |                  |            |           |              |                          | No            | No          |        |            |           |                             |                  |       |                               |           |        | 2     |
| Christer Fant         |                  |            |           |              |                          |               |             | No     | No         |           |                             |                  |       |                               |           |        | 2     |
| Tomas Fryk            | No               | No         |           |              |                          |               |             |        | No         |           |                             |                  |       |                               |           |        | 3     |
| Ewa Fröling           |                  |            |           | No           |                          |               |             | No     | No         | No        |                             |                  |       |                               | No        |        | 5     |
| Nina Gunke            |                  |            |           |              |                          |               |             |        |            | No        |                             |                  |       |                               | No        |        | 2     |
| Ernst Günther         |                  |            | No        | No           | No                       |               |             |        |            |           |                             |                  |       |                               |           |        | 3     |
| Peter Haber           | No               |            |           |              |                          |               |             | No     |            |           |                             |                  |       |                               |           |        | 2     |
| Harald Hamrell        | No               |            |           |              |                          | No            |             |        |            |           |                             |                  |       |                               |           |        | 2     |
| Lena T. Hansson       |                  |            |           |              |                          |               |             |        |            | No        |                             |                  |       | No                            |           |        | 2     |
| Thomas Hanzon         | No               |            |           |              |                          |               |             |        |            |           |                             |                  |       |                               | No        |        | 2     |
| Lennart Hjulström     | No               | No         |           |              |                          |               |             |        |            |           |                             |                  |       |                               |           |        | 2     |
| Niklas Hjulström      |                  |            |           |              |                          |               |             |        | No         | No        |                             |                  |       |                               |           |        | 2     |
| Johan H:son Kjellgren |                  |            |           |              |                          |               |             |        |            |           |                             |                  |       |                               | No        | No     | 2     |
| Pia Johansson         |                  |            |           | No           |                          | No            |             |        |            |           |                             |                  |       |                               |           |        | 2     |
| Denize Karabuda       |                  |            |           |              |                          | No            |             | No     |            |           |                             |                  |       |                               |           |        | 2     |
| Carl Kjellgren        | No               | No         |           |              |                          |               |             |        |            | No        |                             |                  |       |                               |           |        | 3     |
| Rolf Lassgård         |                  |            |           |              |                          | No            | No          | No     |            |           | No                          |                  | No    |                               |           |        | 5     |
| Marika Lindström      | No               |            |           |              |                          |               |             |        | No         |           |                             |                  |       |                               |           |        | 2     |
| Maria Lundqvist       |                  |            |           |              |                          |               |             |        | No         | No        |                             | No               |       | No                            | No        |        | 5     |
| Jan Mybrand           | No               | No         | No        | No           | No                       |               |             |        | No         |           |                             |                  |       | No                            |           |        | 7     |
| Molly Nutley          |                  |            |           |              |                          |               |             |        |            |           |                             |                  |       | No                            |           | No     | 2     |
| Sverre Anker Ousdal   |                  |            |           | No           |                          | No            |             |        |            |           |                             |                  |       |                               |           |        | 2     |
| Tord Peterson         |                  |            | No        |              | No                       |               |             |        |            |           |                             |                  |       | No                            |           |        | 3     |
| Johan Rabaeus         |                  |            |           |              |                          |               |             | No     |            |           |                             | No               | No    |                               |           |        | 3     |
| Örjan Ramberg         |                  |            |           |              |                          |               |             |        | No         | No        |                             |                  |       |                               |           |        | 2     |
| Gunilla Röör          |                  |            |           |              |                          |               | No          | No     | No         |           |                             |                  |       |                               |           |        | 3     |
| Viveka Seldahl        |                  |            | No        |              | No                       |               |             |        |            |           |                             |                  |       |                               |           |        | 2     |
| Per Svensson          |                  |            |           |              |                          | No            |             | No     | No         |           |                             |                  |       |                               |           |        | 3     |
| Johan Widerberg       |                  |            |           |              |                          |               | No          | No     |            |           |                             |                  |       |                               |           | No     | 3     |
| Rikard Wolff          |                  |            | No        | No           | No                       |               | No          | No     |            |           |                             |                  | No    | No                            |           |        | 7     |
| Sven Wollter          |                  |            | No        |              | No                       |               |             |        |            |           |                             |                  |       | No                            |           |        | 3     |